# Rangifer tarandus groenlandicus
Il caribù di Barren  (Rangifer tarandus groenlandicus) è una sottospecie di renna che si trova principalmente in Canada (Nunavut e Territori del Nord-Ovest) e in Groenlandia occidentale..

## Descrizione

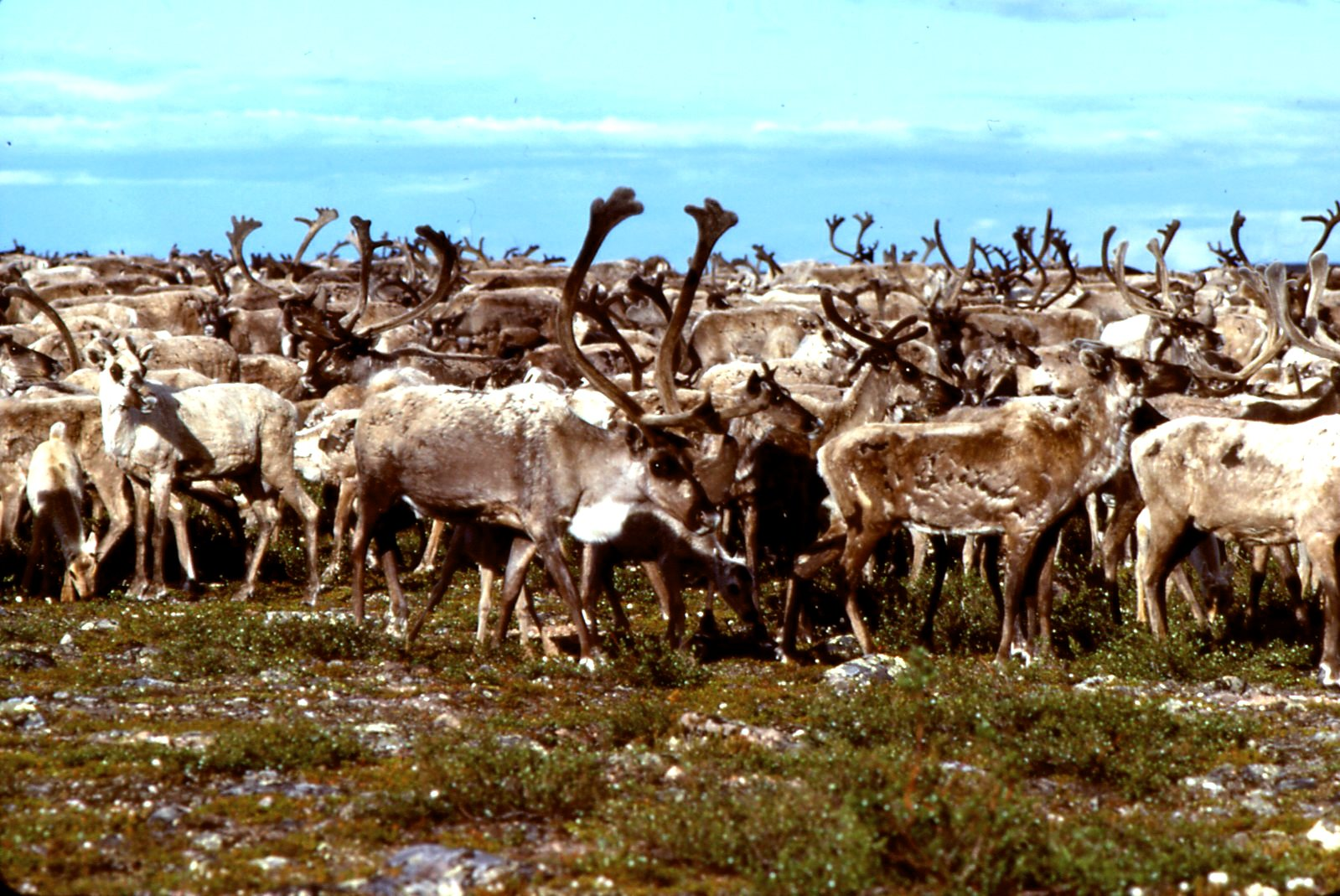
Un gruppo di caribù di Barren durante una migrazione

È di medie dimensioni: le femmine pesano in media 90 kg e i maschi 150 kg . Tuttavia, in alcune delle isole minori, il peso medio può essere inferiore.